# Покровська церква (Крюків) - стара
Покровська церква — дерев'яна православна церква в посаді Крюкові Олександрійського повіту Катеринославського намісництва (зараз у складі міста Кременчука Полтавської області), що існувала з 40х років XVIII ст. до початку XIX ст., коли була збудована нова Покровська церква.

## Історія
Крюків був козацьким зимівніком і мабуть тому церква була в ім'я Покрови Пресвятої Богородиці, як і більшість козацьких церков.
Точна дата заснування церкви невідома. За даними архієпископа Гавриїла церкву було закладено у 1781 році. За даними Миколайчика Покровська церква у Кюкові вже існувала у 40х роках XVIII століття, про що свідчать такі написи на священних речах. Обидві точки зору частково вірні. У Крюкові у другій половині XVIII ст. деякий час не було церкви. Академік Зуєв, який був у Крюкові у 1781 році, пише: «Церква була колись закладена, але не збудована, тому жителі ходять до церкви до Кременчука». Однак Миколайчик вважає, що церква була закінчена, про що свідчать ті ж самі написи на священних речах. Але вона була зруйнована і не могла бути швидко замінена новою церквою. Крюків'яни почали будувати нову церкву, але через недостатню кількість коштів зупинилися. В цей проміжок часу Крюків навістив Зуєв. Архієпископ Гавриїл помиляється у даті закладання нової церкви у 1781 році — воно повинно бути відбутися пізніше.
Відомість Переясловсько-Бориспільської духовної констисторії від 17 грудня 1774 року про склад церков Єлисаветградської протопопії зазначає наступне: Жолтого гусарского полку в 1 роті в шанці Крюківським церква Покрова Пресвятої Богородиці, дерев'яна однопрестольна.

Миколайчик посилається на Записки Од. общ. ист. и др., т. IX, стр. 345—346. Написи в хронологічному порядку:
1. На евангелии «1743 года месяца Августа отменил сию книгу Евангелие раб божии Мартин Курка с женою Мариею до храму Покрова Богоматере в село Круков за цену семь рублей а оправлено за церковные деньги под серебро».
2. На серебряных дискосе и звездице: «1744 году Генваря 30 сей дискус и звезду отменили Роман Назаренко з женою Евдокиею за отпущение грехов до храму святой Покрови Круковской».
3. На подложии серебряного напрестольного креста: «Года 1747 Мая 9 рабом божим Василием Мальком сей крест отменил за отпущение грехов своих».

4. На евангелии: "1751 года мая 25-го дня сию книгу Евангелие отменил раб божий Степан Пащенко со женою своею Параскевиею Костантиневою до храму Богоматере в село Круков за цену восемь рублей.
У документах Державного архіву Одеської області щодо Покровської церкви наявна інформація станом на 1811 рік. У додатку «Деякі відомості про церкви і прихожан на кінець періоду (в розрізі духовних правлінь Херсонської губернії та благочиння єдиновірських церков Катеринославської єпархії 1811 року)» зазначено наступне:
Александрийского духовного правления (первоприсутствующий протоиерей Климент Стояновский) 1-й части благочиния (благочинный протоиерей Иоанн Леонтович) за № 4: В местечке Крюкове церковь Покрова Богоматере деревяная, прочная, но во многих местах бывает течь, двупрестольная с приделом во именование Святителя Христова Николая; в ней сосуды серебреные, рызницею достаточна.
Прихожане — штаб, обер и ундер офицеры, временно проживающие комисариатского депо, купци и мещани, казенные и владельческие поселяни прикосновенных слобод. Имеются раскольники в купеческом, мещанском и поселянском званиях. Ктитор — купец Симеон Рудой.

Показники: дворів 407, м.п. — 1630, ж.п. — 1594, землі — 120 десятин.
У Державному архіві Одеської області у фонді Херсонської духовної консисторії наявні метричні книги церкви з 1786 року по 1817 рік. У 1817 році Крюків було приєднано до Кременчука, і таким чином підпорядкування церкви перейшло до Полтавської єпархії.
У 1828 році відбулося відкриття нової кам'яної Покровської церкви.